# Works
Works (с англ. — «Произведения, труды») — сборник композиций группы Pink Floyd, выпущенный в июне 1983 года в США звукозаписывающей компанией Capitol Records. В сборник вошли композиции группы с 1967 года (с синглов «Arnold Layne» и «See Emily Play») по 1973 год (с альбома «The Dark Side of the Moon»). В американском чарте Billboard «Works» поднимался до 68 места. Основой дизайна обложки стал плакат, созданный в 1948 году Владимиром Флемом (Wladimir Flem), «Nederland industrialiseert».

## Об альбоме
К одной из главных особенностей сборника «Works» относится наличие в нём композиции «Embryo», исполнявшейся на концертах Pink Floyd до 1971 года, которая не издавалась ранее на синглах и не входила ни в один из альбомов группы («Embryo» была записана до издания на «Works» только в выпущенном компанией «Harvest» в 1970 году сборнике «Picnic — A Breath of Fresh Air», в котором кроме Pink Floyd представлены «Deep Purple», Рой Харпер (Roy Harper) и другие музыканты). Помимо этого сборник «Works» содержит композиции с альтернативным микшированием звука: квадрофонические версии «Brain Damage» и «Eclipse».

## Список композиций
| №  | Название                                  | Автор(ы)                                             | Ведущий вокал                                   | Длительность |
| -- | ----------------------------------------- | ---------------------------------------------------- | ----------------------------------------------- | ------------ |
| 1. | «One of These Days» (В один из этих дней) | Ник Мейсон, Дэвид Гилмор, Роджер Уотерс, Ричард Райт | инструментальная композиция, Мейсон (речитатив) | 6:00         |
| 2. | «Arnold Layne» (Арнольд Лейн)             | Сид Барретт                                          | Барретт                                         | 2:53         |
| 3. | «Fearless» (Бесстрашный)                  | Гилмор, Уотерс                                       | Гилмор                                          | 5:38         |
| 4. | «Brain Damage» (Повреждение мозга)        | Уотерс                                               | Уотерс                                          | 3:43         |
| 5. | «Eclipse» (Затмение)                      | Уотерс                                               | Уотерс                                          | 2:06         |

| №  | Название | Автор(ы) | Ведущий вокал | Длительность |
| -- | --- | -------- | ------------- | ------------ |
| 1. | «Set the Controls for the Heart of the Sun» (Установи курс на центр солнца) | Уотерс   | Уотерс        | 5:22         |
| 2. | «See Emily Play» (Смотри как Эмили играет) | Барретт  | Барретт       | 2:46         |
| 3. | «Several Species of Small Furry Animals Gathered Together in a Cave and Grooving with a Pict» (Несколько видов маленьких пушистых зверьков, собравшихся в пещере и веселящихся вместе с пиктом) | Уотерс   | Уотерс        | 4:39         |
| 4. | «Free Four» (Четверо свободных) | Уотерс   | Уотерс        | 4:08         |
| 5. | «Embryo» (Эмбрион) | Уотерс   | Уотерс        | 4:41         |

Композиции «Arnold Layne» и «See Emily Play» с одноимённых синглов 1967 года,
«Set the Controls for the Heart of the Sun» с альбома A Saucerful of Secrets 1968 года,
«Several Species of Small Furry Animals Gathered Together in a Cave and Grooving with a Pict» с альбома Ummagumma 1969 года,
«One of These Days» и «Fearless» с альбома Meddle 1971 года,
«Free Four» с саундтрека Obscured by Clouds 1972 года
«Brain Damage» и «Eclipse» с альбома The Dark Side of the Moon 1973 года.

## Участники записи
- Сид Барретт — гитара, вокал на «Arnold Layne» и «See Emily Play»;
- Дэвид Гилмор — гитара (на всех композициях, кроме «Arnold Layne» и «See Emily Play»), бэк-вокал, вокал на «Fearless»;
- Ник Мейсон — ударные, бэк-вокал, вокал на «One of These Days»;
- Роджер Уотерс — бас-гитара, бэк-вокал, вокал на «Brain Damage», «Eclipse», «Set the Controls for the Heart of the Sun», «Free Four», «Embryo»;
- Ричард Райт — клавишные, бэк-вокал;

## Хит-парады
| Название чарта | Позиция | Источник |
| -------------- | ------- | -------- |
| Billboard 200  | 68      | Allmusic |